# (15444) 1998 WT23
A (15444) 1998 WT23 a Naprendszer kisbolygóövében található aszteroida. A LINEAR projekt keretében fedezték fel 1998. november 25-én.